# Football americano in Gran Bretagna nel 1984
Il 1984 è stato l'anno in cui per la prima volta il football americano in Gran Bretagna è stato giocato da un ampio numero di squadre, ancora però senza organizzazione federale o di lega. Sono state compilate due classifiche, una tabella di merito (per le squadre che hanno disputato un minimo di 3 incontri) e una tabella di "non merito" (per le squadre che hanno disputato 1 o 2 incontri). Nessuna delle due tabelle ha definito un campione nazionale.
I risultati sono noti solo in parte.

## Squadre partecipanti
| Club                           | Città           | Stadio | Sponsor ufficiale |
| ------------------------------ | --------------- | ------ | ----------------- |
| Birmingham Bulls               | Birmingham      |        |                   |
| Brighton B-52's                | Brighton        |        |                   |
| Crawley Raiders                | Crawley         |        |                   |
| Croydon Coyotes                | Beckenham       |        |                   |
| Dorset Broncos                 | Poole           |        |                   |
| Ealing Eagles                  | Ealing          |        |                   |
| Fylde Falcons                  | Lytham St Annes |        |                   |
| Glasgow Lions                  | Glasgow         |        |                   |
| Harlow Warlords                | Harlow          |        |                   |
| Heathrow Jets                  | Feltham         |        |                   |
| Ilford Blackhawks              | Ilford          |        |                   |
| King's Lynn Patriots           | King's Lynn     |        |                   |
| Leamington Royals              | Leamington Spa  |        |                   |
| Leeds Cougars                  | Leeds           |        |                   |
| London Raiders                 | Londra          |        |                   |
| London Ravens                  | Londra          |        |                   |
| Manchester Spartans            | Manchester      |        |                   |
| Milton Keynes Bucks            | Milton Keynes   |        |                   |
| Northamptonshire Stormbringers | Wellingborough  |        |                   |
| Nottingham Hoods               | Nottingham      |        |                   |
| Oxford Bulldogs                | Oxford          |        |                   |
| Poole Sharks                   | Poole           |        |                   |
| Portsmouth Warriors            | Portsmouth      |        |                   |
| RAF Wyton Eagles               | Cambridge       |        |                   |
| Southampton Seahawks           | Southampton     |        |                   |
| Staffordshire Surge            | Tamworth        |        |                   |
| Stock Exchange Stags           | Londra          |        |                   |
| Streatham Olympians            | Streatham       |        |                   |
| Taunton Wyverns                | North Petherton |        |                   |
| Thames Valley Chargers         | Reading         |        |                   |
| Torbay Trojans                 | Paignton        |        |                   |
| Tyneside Trojans               | Whitley Bay     |        |                   |
| Walsall Titans                 | Wolverhampton   |        |                   |
| Walthamstow Warriors           | Finsbury Park   |        |                   |
| Windsor Monarchs               | Windsor         |        |                   |

## Stagione regolare

### Calendario

#### 1ª giornata
| 29 aprile 1984 | Poole Sharks | 6 – 12 | Manchester Spartans |  |

#### 2ª giornata
| 6 maggio 1984 | RAF Wyton Eagles | 6 – 13 | Northamptonshire Stormbringers |  |

| 6 maggio 1984 | Manchester Spartans | 26 – 6 | Poole Sharks |  |

#### 3ª giornata
| 13 maggio 1984 | Milton Keynes Bucks | 32 – 22 | Poole Sharks |  |

| 13 maggio 1984 | Manchester Spartans | 0 – 28 | London Ravens |  |

#### 4ª giornata
| 20 maggio 1984 | Manchester Spartans | 8 – 20 | Northamptonshire Stormbringers |  |

#### 5ª giornata
| 3 giugno 1984 | Northamptonshire Stormbringers | 36 – 0 | Poole Sharks |  |

| 3 giugno 1984 | London Ravens | 27 – 0 | RAF Wyton Eagles |  |

#### 6ª giornata
| 8 giugno 1984 | Birmingham Bulls | 7 – 41 | Milton Keynes Bucks |  |

| 10 giugno 1984 | Poole Sharks | 0 – 71 | London Ravens |  |

#### 7ª giornata
| 17 giugno 1984 | Milton Keynes Bucks | 18 – 20 | Northamptonshire Stormbringers |  |

#### 8ª giornata
| 24 giugno 1984 | Northamptonshire Stormbringers | 4 – 6 | Milton Keynes Bucks |  |

| 24 giugno 1984 | London Ravens | 59 – 0 | Manchester Spartans |  |

#### 9ª giornata
| 1º luglio 1984 | Milton Keynes Bucks | 30 – 0 | Poole Sharks |  |

| 1º luglio 1984 | Walthamstow Warriors | 0 – 86 | London Ravens |  |

#### Date non note
| 1984 | Manchester Spartans | 26 – 7 | Leeds Cougars |  |

| 1984 | Leeds Cougars | 6 – 6 | Dorset Broncos |  |

| 1984 | Milton Keynes Bucks | 32 – 12 | Leeds Cougars |  |

| 1984 | Leeds Cougars | 27 – 12 | Fylde Falcons |  |

| 1984 | Leeds Cougars | 6 – 20 | Manchester Spartans |  |

| 1984 | Tyneside Trojans | 26 – 18 | Leeds Cougars |  |

| agosto 1984 | Northamptonshire Stormbringers | 61 – 6 | Fylde Falcons |  |

### Classifiche
Le classifiche sono le seguenti.
- PCT = percentuale di vittorie, G = partite giocate, V = partite vinte,  P = partite perse, PF = punti fatti, PS = punti subiti

#### Tabella di merito
| Pos. | Squadra                        | PCT   | G  | V  | N | P | PF    | PS    |
| ---- | ------------------------------ | ----- | -- | -- | - | - | ----- | ----- |
| 1    | London Ravens                  | 1.000 | 10 | 10 | 0 | 0 | 271+? | 0+?   |
| 2    | Brighton B-52's                | 1.000 | 5  | 5  | 0 | 0 | ?     | ?     |
| 3    | Oxford Bulldogs                | 1.000 | 3  | 3  | 0 | 0 | ?     | ?     |
| 4    | Thames Valley Chargers         | 1.000 | 3  | 3  | 0 | 0 | ?     | ?     |
| 5    | Walsall Titans                 | 1.000 | 3  | 3  | 0 | 0 | ?     | ?     |
| 6    | Northamptonshire Stormbringers | .818  | 11 | 9  | 0 | 2 | 164+? | 44+?  |
| 7    | Milton Keynes Bucks            | .808  | 13 | 10 | 1 | 2 | 139+? | 85+?  |
| 8    | Ealing Eagles                  | .786  | 7  | 5  | 1 | 1 | ?     | ?     |
| 9    | Birmingham Bulls               | .571  | 7  | 4  | 0 | 3 | 7+?   | 41+?  |
| 10   | Windsor Monarchs               | .500  | 5  | 2  | 1 | 2 | ?     | ?     |
| 11   | Tyneside Trojans               | .500  | 3  | 1  | 1 | 1 | 26+?  | 18+?  |
| 12   | Leeds Cougars                  | .417  | 6  | 2  | 1 | 3 | 90    | 108   |
| 13   | Harlow Warlords                | .375  | 4  | 1  | 1 | 2 | ?     | ?     |
| 14   | Manchester Spartans            | .364  | 11 | 4  | 0 | 7 | 78+?  | 146+? |
| 15   | Streatham Olympians            | .333  | 3  | 1  | 0 | 2 | ?     | ?     |
| 16   | Glasgow Lions                  | .300  | 5  | 1  | 1 | 3 | ?     | ?     |
| 17   | Crawley Raiders                | .200  | 5  | 1  | 0 | 4 | ?     | ?     |
| 18   | Poole Sharks                   | .111  | 9  | 1  | 0 | 8 | 34+?  | 207+? |
| 19   | Croydon Coyotes                | .063  | 8  | 0  | 1 | 7 | ?     | ?     |
| 20   | Fylde Falcons                  | .000  | 3  | 0  | 0 | 3 | 18+?  | 98+?  |
| 21   | Southampton Seahawks           | .000  | 3  | 0  | 0 | 3 | ?     | ?     |
| 22   | Walthamstow Warriors           | .000  | 3  | 0  | 0 | 3 | 0+?   | 86+?  |
| 23   | Stock Exchange Stags           | .000  | 4  | 0  | 0 | 4 | ?     | ?     |
| 24   | Heathrow Jets                  | .000  | 6  | 0  | 0 | 6 | ?     | ?     |

#### Tabella di "non merito"
| Pos. | Squadra                  | PCT   | G | V | N | P | PF  | PS  |
| ---- | ------------------------ | ----- | - | - | - | - | --- | --- |
| 1    | Nottingham Hoods         | 1.000 | 1 | 1 | 0 | 0 | ?   | ?   |
| 2    | Dorset Broncos           | .750  | 2 | 1 | 1 | 0 | 6+? | 6+? |
| 3    | Portsmouth Warriors      | .500  | 2 | 1 | 0 | 1 | ?   | ?   |
| 4    | Staffordshire Stampeders | .500  | 2 | 1 | 0 | 1 | ?   | ?   |
| 5    | King's Lynn Patriots     | .000  | 1 | 0 | 0 | 1 | ?   | ?   |
| 6    | Taunton Wyverns          | .000  | 1 | 0 | 0 | 1 | ?   | ?   |
| 7    | Torbay Trojans           | .000  | 1 | 0 | 0 | 1 | ?   | ?   |
| 8    | Ilford Blackhawks        | .000  | 2 | 0 | 0 | 2 | ?   | ?   |
| 9    | Leamington Royals        | .000  | 2 | 0 | 0 | 2 | ?   | ?   |
| 10   | London Raiders           | .000  | 2 | 0 | 0 | 2 | ?   | ?   |
| 11   | RAF Wyton Eagles         | .000  | 2 | 0 | 0 | 2 | 6   | 40  |